# Nematocampa straminea
Nematocampa straminea là một loài bướm đêm trong họ Geometridae.